# Arui grzywiasta
Arui grzywiasta, dawniej: owca grzywiasta, owca koziogłowa (Ammotragus lervia) – ssak z rodziny wołowatych, jedyny przedstawiciel rodzaju arui (Ammotragus) Blyth, 1840. Posiada cechy świadczące o bliskim pokrewieństwie z kozą i z owcą. Występuje na trudno dostępnych, skalistych terenach w Afryce Północnej (Atlas, góry Sahary). Dawniej był szeroko rozprzestrzeniony na terenach półpustynnych i pustynnych, od Zachodniej Sahary i Maroka do Sudanu i Egiptu. Jako zwierzyna został introdukowany w XIX w. w Europie, a w latach 50. XX w. w Teksasie, Kalifornii i Nowym Meksyku.
W Polsce owce grzywiaste trzymane są m.in. w Śląskim Ogrodzie Zoologicznym w Chorzowie, w Ogrodzie Zoobotanicznym w Toruniu, w Ogrodzie Zoologicznym w Sosnowcu (Park Kazimierz), a także w Ogrodzie Zoologicznym w Krakowie.

## Informacje ogólne
Wysokość w kłębie:

75–112 cm

Długość ciała:

130–165 cm

Długość rogów:

do 80 cm u samców, do 40 cm u samic

Długość ogona:

15–25 cm

Masa ciała:

40–145 kg, samiec większy od samicy

Długość życia:

Do 10 lat w stanie dzikim, w niewoli 20 lat

## Wygląd
Arui grzywiasta charakteryzuje się czerwonawobrązowym ubarwieniem z białawą linią po stronie brzusznej i wewnętrznymi częściami kończyn. Takie samo jaśniejsze ubarwienie ma na brodzie i we wnętrzach uszu. Znacznie dłuższą niż na całym ciele ma sierść na brodzie, gardle i górnej części przednich kończyn. Rogi występują u obu płci, jednak u samców są silnie zakrzywione i dłuższe (do 80 cm) niż u samic (do 40 cm).

## Biotop

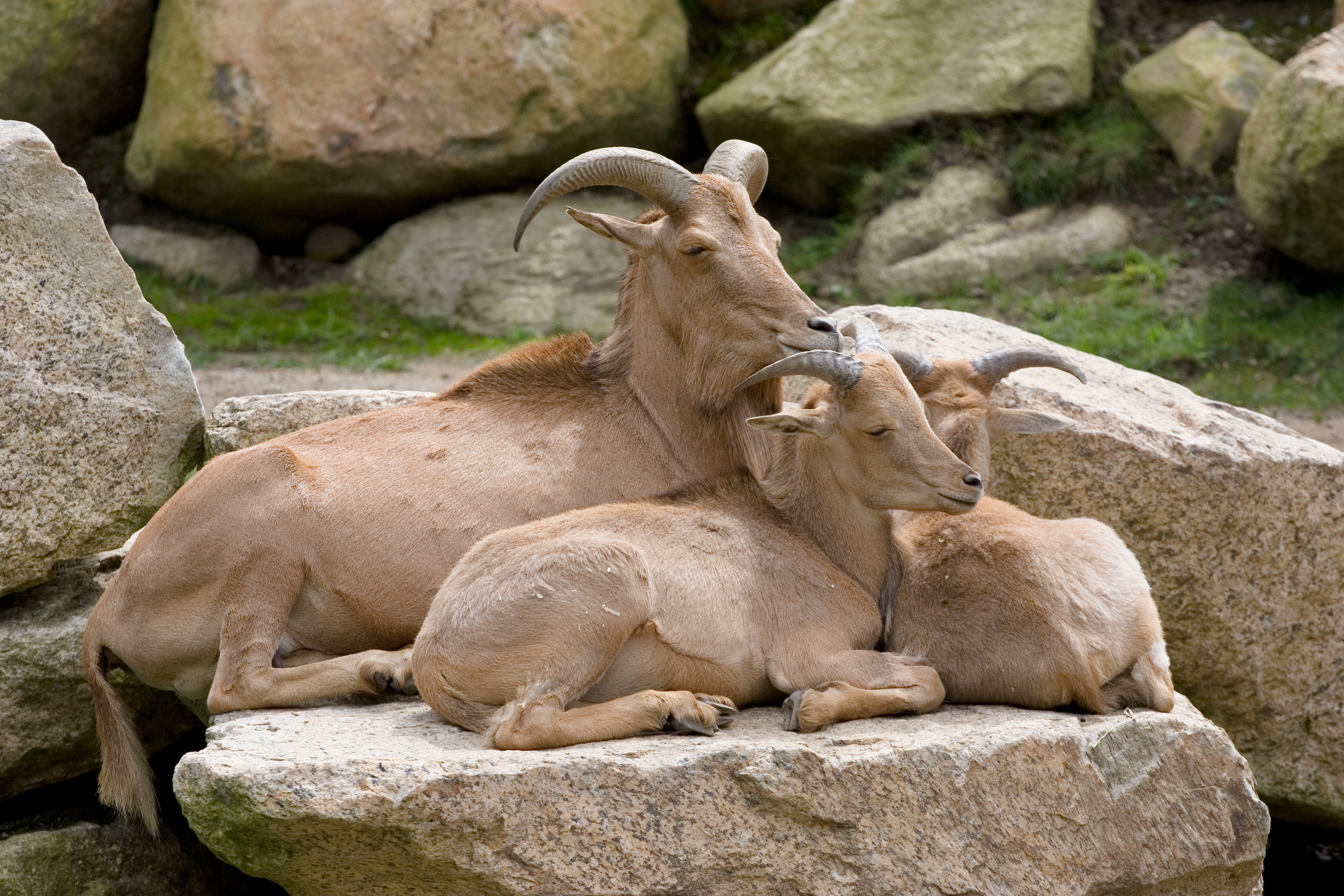
Koza z młodymi

Owce grzywiaste żyją na terenach skalistych, ubogich w roślinność, do wysokości 3900 m n.p.m.

## Pokarm
Żywią się trawą, ziołami, porostami, krzewami i liśćmi akacji. Potrafią znieść braki w pożywieniu, dzięki czemu mogą zamieszkiwać kamieniste wyżyny i tereny pustynne.

## Tryb życia
Żyją pojedynczo lub w małych stadach. Dzięki kamuflażowi unikają kontaktu z drapieżnikami. Samce rywalizują między sobą o zdobycie jak największej liczby samic. Pojedynek polega na tym, że stają naprzeciwko siebie, następnie kroczą ku sobie przyspieszając, spuszczają głowy, w końcu zderzają się i czasami splatają rogami, by w końcowym momencie przyciągnąć przeciwnika do ziemi.

## Rozmnażanie

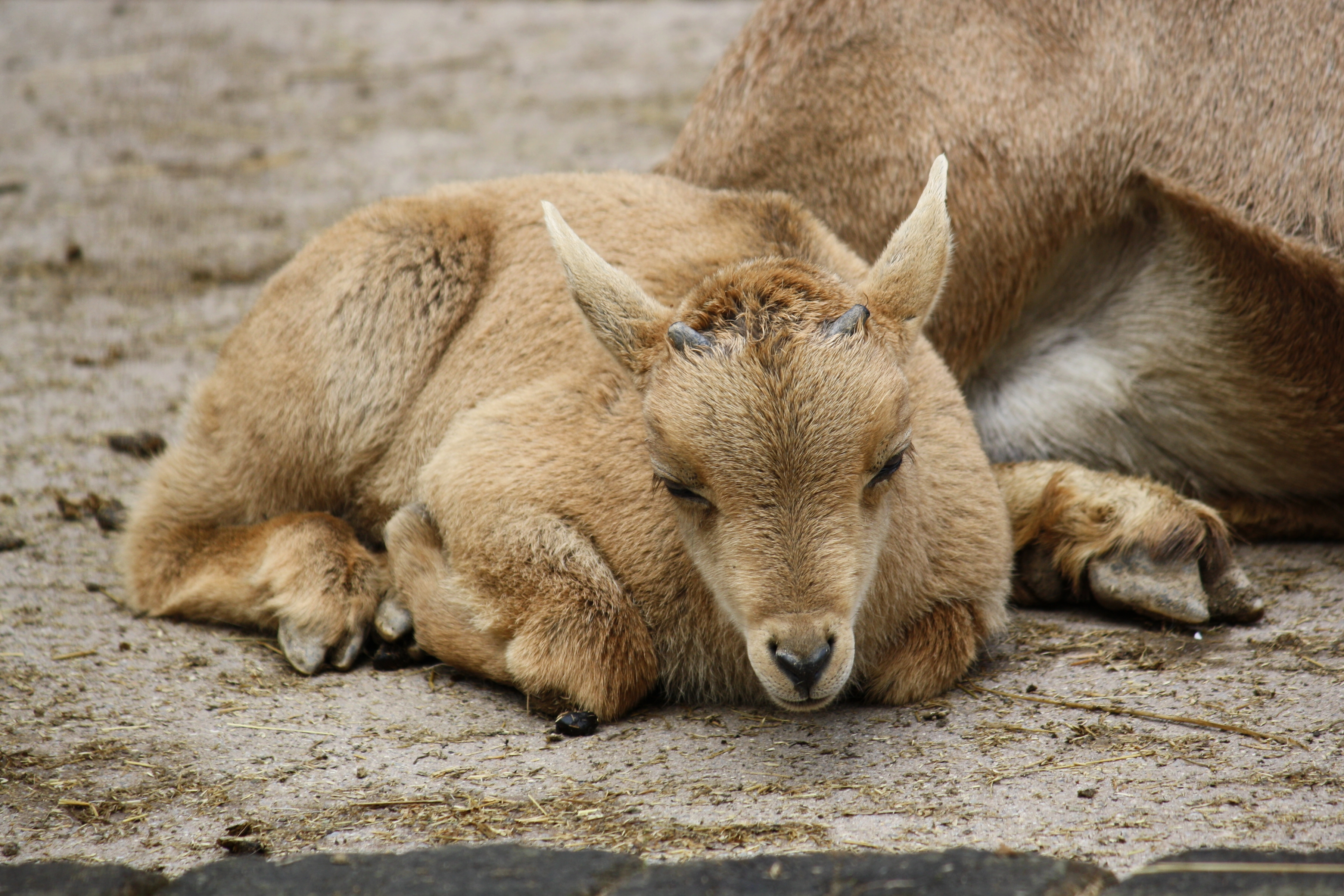
młode

Dojrzałość płciową osiągają w wieku ok. 1,5 roku, Ciąża trwa 154–161 dni, rodzi się 1, czasami 2 młode.

## Ochrona
Z powodu nadmiernych polowań gatunek w stanie dzikim uznano za narażony na wyginięcie. Znajduje się w wykazie konwencji waszyngtońskiej CITES (załącznik II).